# Lotus Emira
Lotus Emira är en sportbil som den brittiska biltillverkaren Lotus presenterade i juli 2021.
Lotus uppger att Emira kommer att bli företagets sista bil med förbränningsmotor. Till att börja med kommer man att använda samma kompressormatade V6:a från Toyota som företrädaren Evora. Den kommer senare att ersättas av en fyrcylindrig turbomotor från Mercedes-AMG. Priset startar på £60 000.